# Giuseppe Bartolozzi
Giuseppe Bartolozzi (Grammichele, 23 oktober 1905 – Palermo, 30 juni 1982) was een Italiaans wiskundige.

## Levensloop

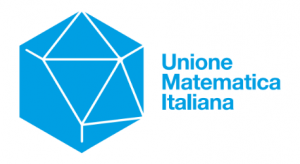
Logo Italiaanse vereniging van wiskundigen

Bartolozzi studeerde wiskunde aan de universiteit van Palermo, op Sicilië. Hij was 25 jaar oud bij het behalen van zijn diploma omdat hij studieverlet had door poliomyelitis. Nadien bleef hij assistent bij Michele de Franchis, hoogleraar analytische meetkunde en projectietekenen. Hij was vervolgens werkzaam als leraar in het voortgezet onderwijs, waar hij handboeken wiskunde schreef met hulp van de Franchis en andere wiskundigen.
Ter ere van zijn werk reikt de Italiaanse vereniging van wiskundigen, de Unione matematica italiana, tweejaarlijks een prijs uit aan een jonge wiskundige. Dit is de Premio Bartolozzi. Vanaf 2017 is de prijs gereserveerd aan vrouwelijke jonge wiskundigen.  